# Dispositiu urinari femení

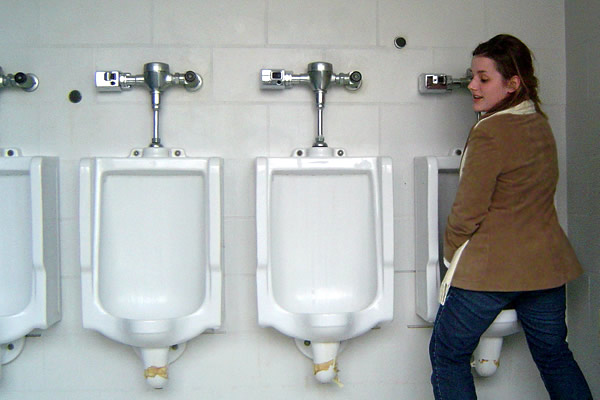
Dona que utilitza un dispositiu urinari femení per adaptar-lo als urinaris d'homes

Un dispositiu urinari femení (FUD), és un dispositiu que es pot utilitzar per dirigir amb més precisió el raig d'orina mentre s'orina dempeus. Les variacions van des d'embuts d'un sol ús bàsics fins a dissenys reutilitzables més elaborats. Els dispositius personals per orinar han guanyat popularitat des de la dècada del 1990. S'utilitzen per a ocupacions i recreació a l'aire lliure, afirmació/seguretat de gènere i raons mèdiques. Inspirat en les instal·lacions sanitàries utilitzades als vehicles espacials i a l'Estació Espacial Internacional, permet a les dones orinar dempeus, en un con muntat sobre una vareta articulada basculant.

## Història

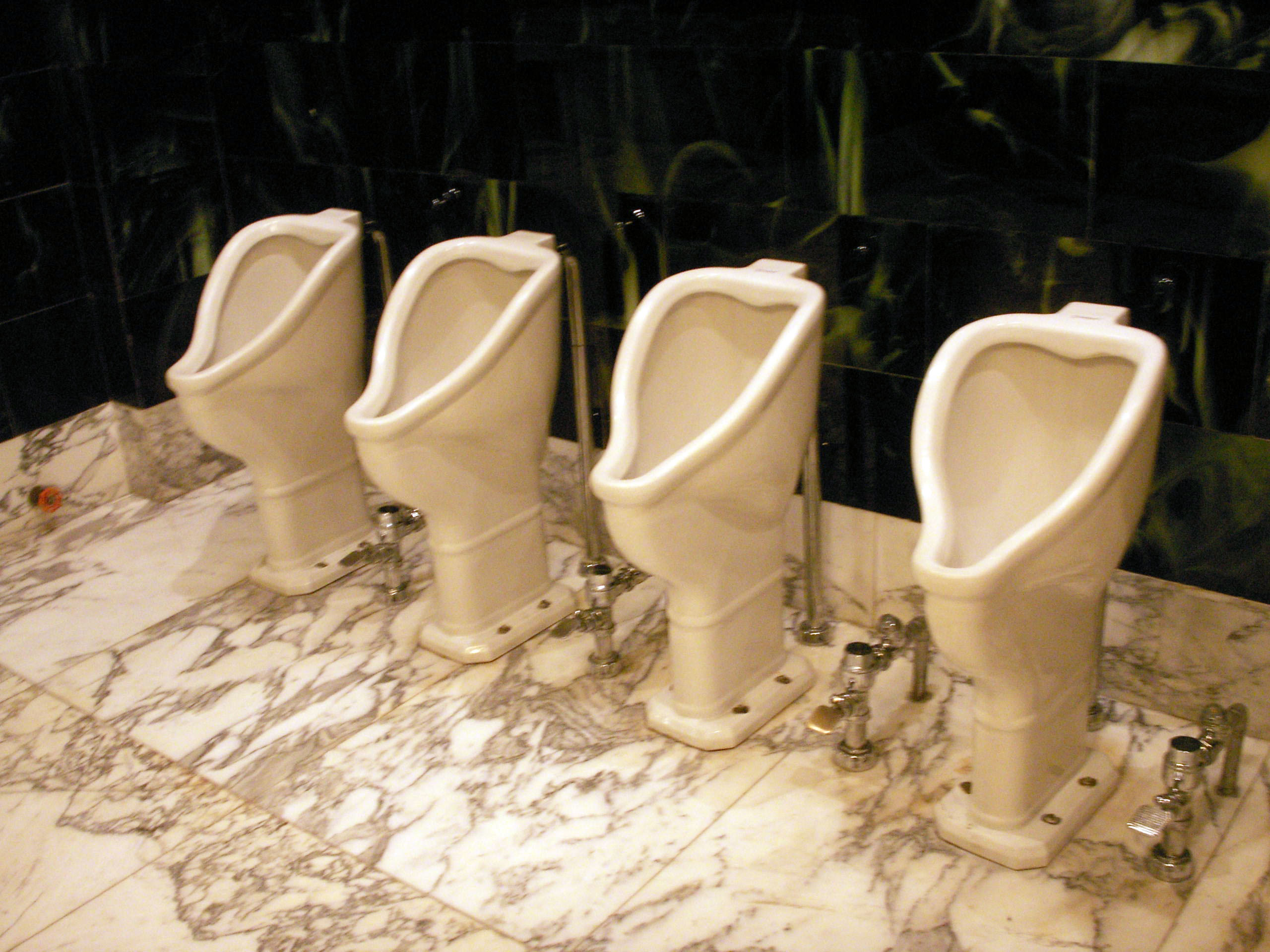
Urinaris per a dones, a la Ciutat de Mèxic.

És possible que una dona orini des d'una posició dreta sense utilitzar un dispositiu. Aquesta era la norma en èpoques molt primitives, i estar dret per orinar era una cosa general en certes cultures i situacions, però aquesta pràctica ja no és la norma a la societat occidental. Els canvis a la roba de les dones al segle xx van fer que l'ús d'ajuts per orinar fos pràctic per a les dones que volien orinar tot estant d'empeus.
Els dispositius urinaris femenins d'un sol ús es van patentar ja el 1922. El "Protector Sanitari" sol·licitat l'agost de 1918 per Edyth Lacy, especifica un "dispositiu barat... [per ser] usat només una vegada, sent especialment adequat com a dispositiu sanitari en banys públics". En ella s'assenyala que "en conseqüència, és innecessari que l'usuari se senti al seient; i l'orina s'evacua sense perill d'embrutar la roba de l'usuari o l'armari". Devia estar "fet d'un material barat i fàcilment destructible, com a paper rígid, que es pugui rebutjar fàcilment després del seu ús".
El 1956 es va patentar un dispositiu similar: "un conductor d'orina eficient per a ús de dones que elimina tota necessitat de contactar amb un bany... utilitzable en una posició còmoda i dreta". A finals de segle es van patentar una altra mitja dotzena de dispositius amb el mateix propòsit i forma bàsics.

L'Urinelle, originari de França, va aparèixer el 1996 i va ser el primer a tenir una fabricació convencional.

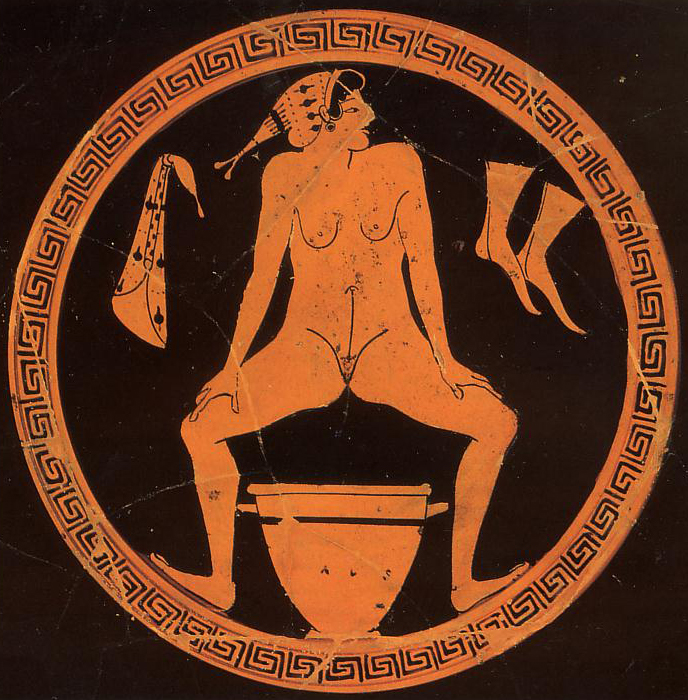
Skyphos (ca. 480 a.C.)
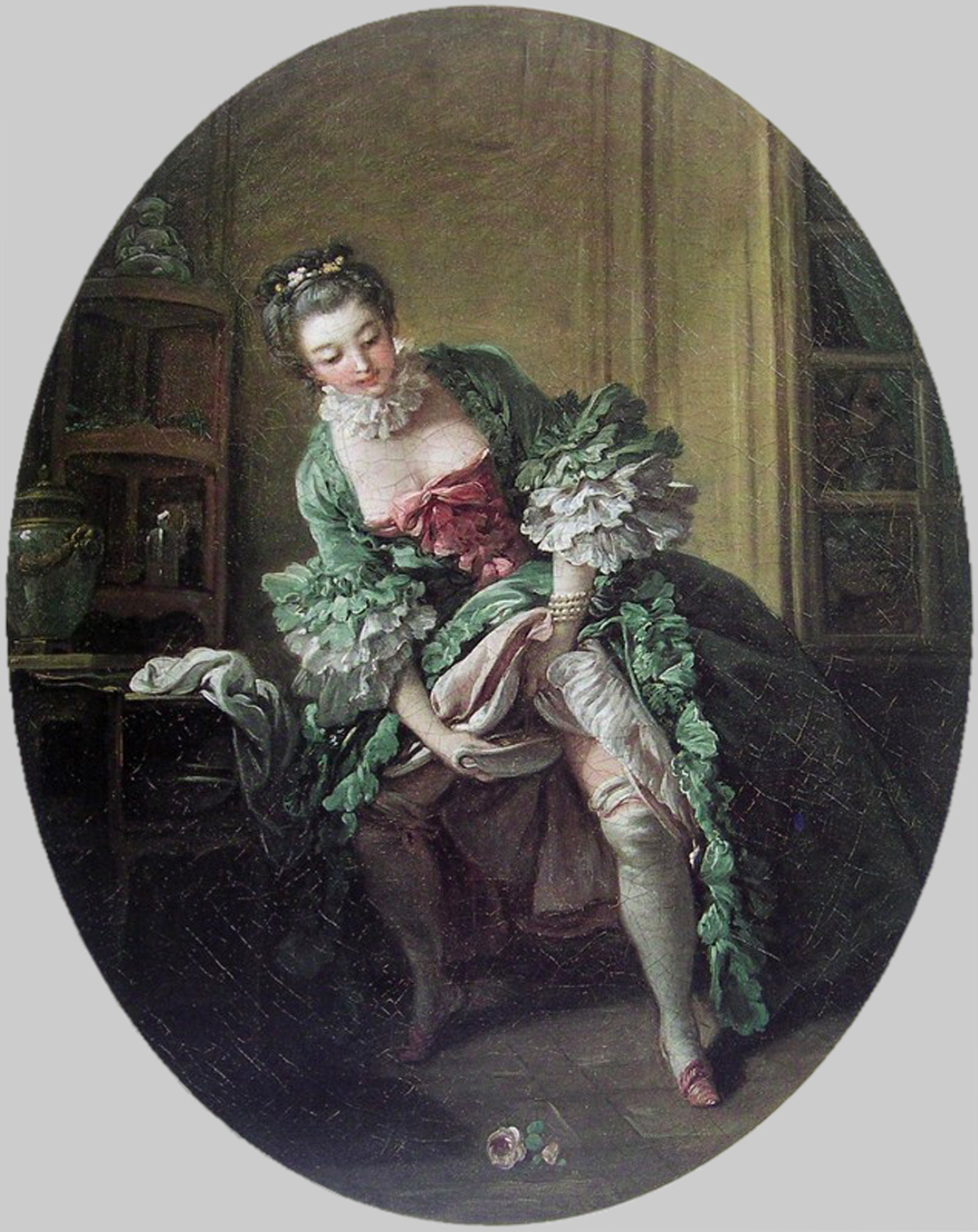
Dona del segle XVIII orinant en un orinal

## Establiments que ofereixen dispositius fixos per orinar
Hi ha urinaris d'instal·lació fixa i reubicables. Alguns dissenys requereixen que la usuària proporcioni el seu propi dispositiu personal femení per orinar, mentre que altres dissenys no tenen aquesta necessitat. De vegades, un protector de paper d'un sol ús cobreix les parets del dispositiu. Encara que la majoria de les dones tenen alguns dubtes quan topen amb un dispositiu per orinar per primera vegada, el dispositiu és higiènic i no esquitxa
El Whisky Cafè, bar de Montreal, sembla ser actualment l'únic establiment terrestre que està equipat amb orinals fixos en un bany públic de dones. Aquesta particularitat va ser destacada pels autors del llibre Toilettes du monde . Sembla que el mercat de dispositius urinaris fixos es limita generalment a les dones que requereixen instal·lacions adaptades, així com entorns mèdics. ; els establiments públics (restaurants i llocs turístics per exemple) es mostren reticents.
L'empresa nord-americana que fabrica aquests dispositius fixos per orinar va ser venuda recentment a una empresa japonesa, que va aturar la producció. Davant l'escassetat de recanvis, els pocs propietaris d'orinals hauran de rebutjar la seva instal·lació.

## Orinadors portàtils
Les variacions van des d'embuts d'un sol ús bàsics fins a dissenys reutilitzables més elaborats. Els dispositius personals per orinar han guanyat popularitat des de la dècada del 1990. S'utilitzen per a ocupacions i recreació a l'aire lliure, afirmació/seguretat de gènere i raons mèdiques.

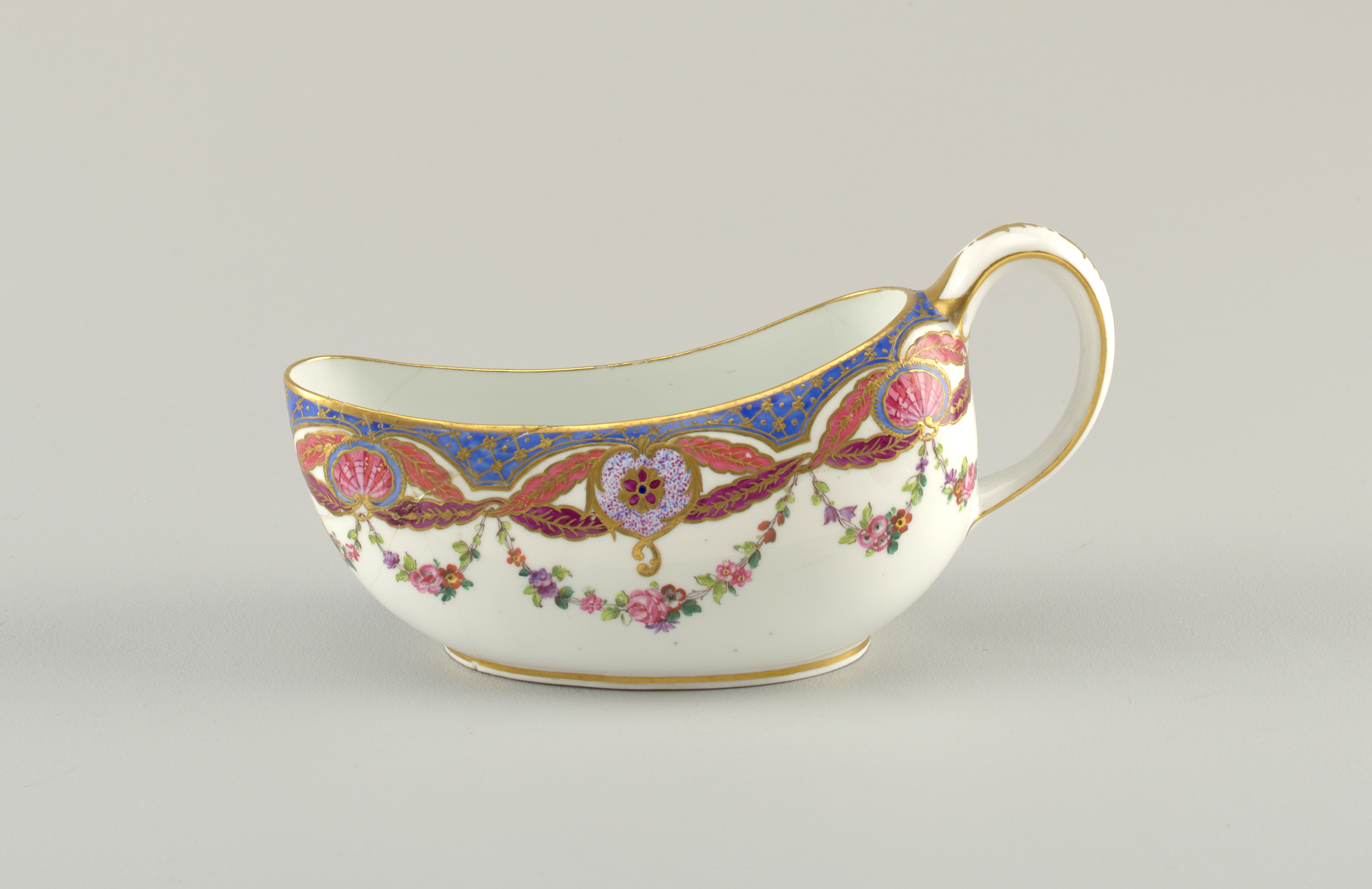
Bourdalou, orinal portàtil del segle XVIII.

El bourdalou de forma oblonga, utilitzat al segle XVIII, permetia a les dones orinar dempeus, rep i conserva l'orina que, com un orinal, deu després ser buidada en un lloc apropiat.

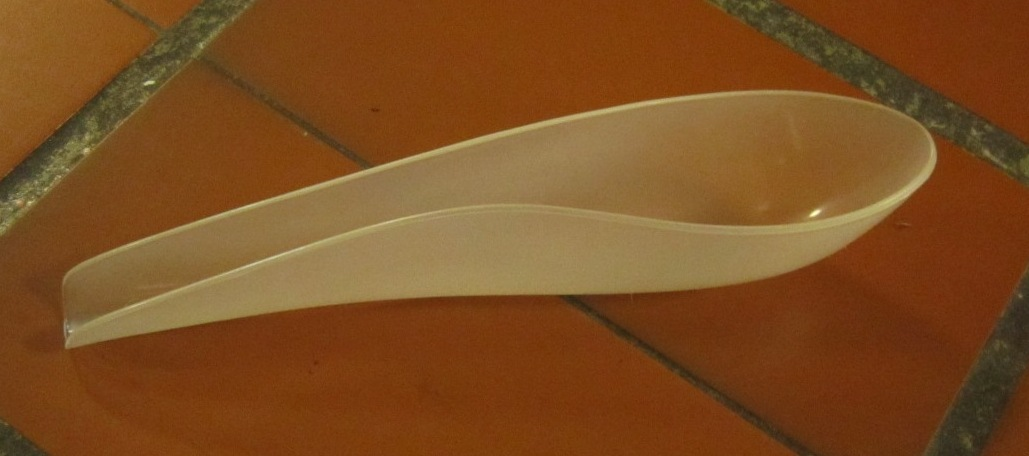
Orinador de plàstic portàtil.

Els orinadors portàtils, per orinar dempeus, són objectes fabricats en plàstic, cartró, silicona, que permeten a la dona (o qualsevol persona sense penis) orinar dempeus però davant d'un lloc que pot rebre orina. Les de cartró es pleguen i les de silicona es poden enrotllar.
L'empresa canadenca Female Freedom comercialitza el P-mate, un orinador portàtil d'un sol ús que permet a les dones orinar en llocs on els vàters són antihigiènics o inexistents, com al bosc, a les muntanyes i al llarg de les carreteres. L'ús d'un orinal permet a la dona orinar dempeus oa la gatzoneta, sense risc d'embrutar les seves sabates o la part inferior dels seus pantalons.
L'empresa Sani-fem comercialitza Freshette, un dispositiu urinari reutilitzable fabricat amb plàstic. Està destinat principalment a excursionistes que porten equip pesat o un arnès que en limita els moviments. Un altre model està destinat a hospitals i dones amb discapacitat o pèrdua d'autonomia.
L'empresa alemanya klomoda fabrica Urinella, un orinal cònic portàtil d'un sol ús amb un extrem perforat que permet a les dones “ orinar drets » per tot arreu.
Una altra empresa alemanya ofereix el mateix concepte que l'anterior, l'orinatte PipiLissi.

Els homes trans utilitzen aquests dispositius com a dispositius per "posar-se drets per orinar", o STP, sovint per combatre la disfòria de gènere. Solucions més discretes com el "Snee-Kee" es comercialitzen específicament per a aquest fi.

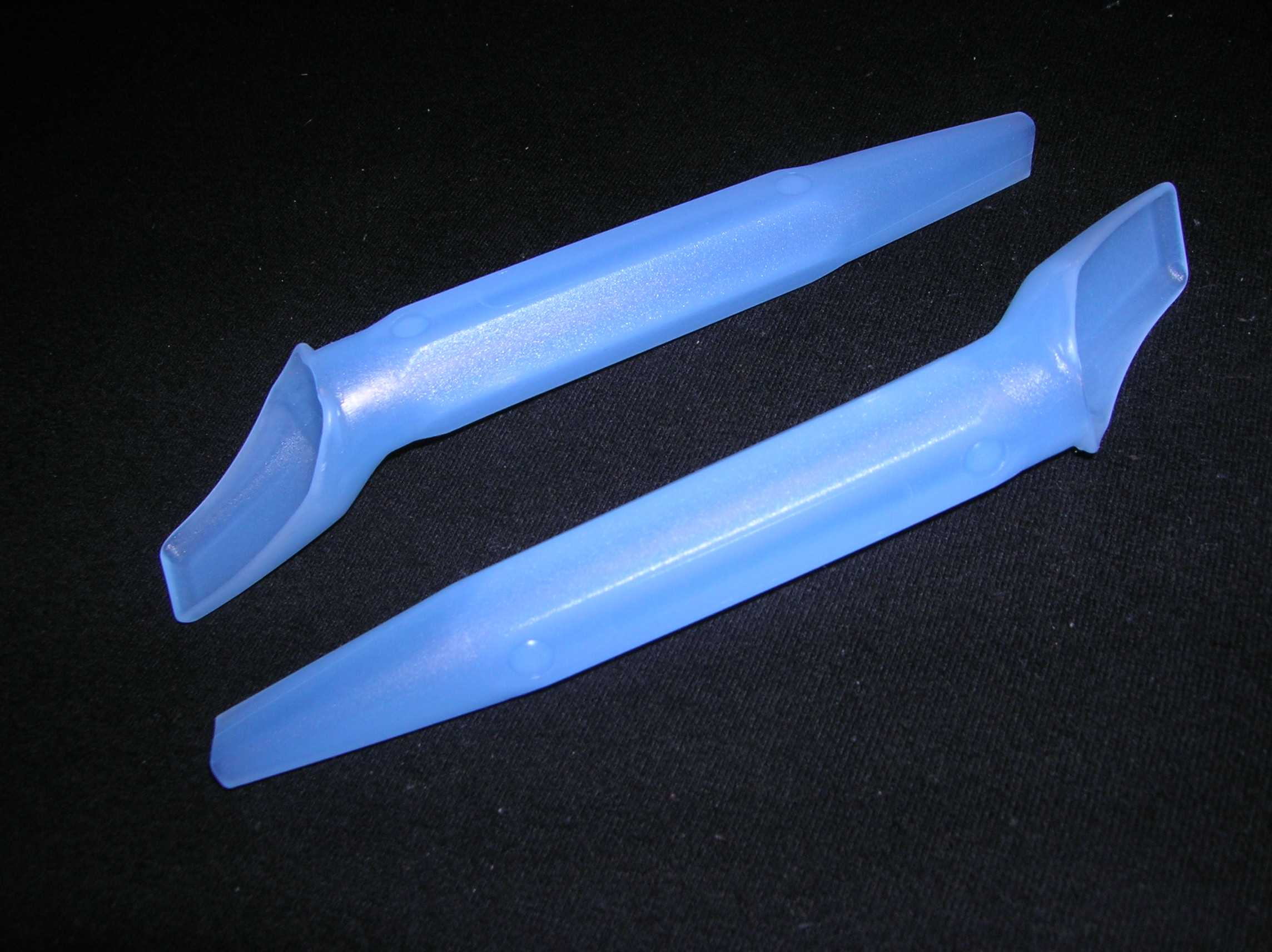
Travelmate
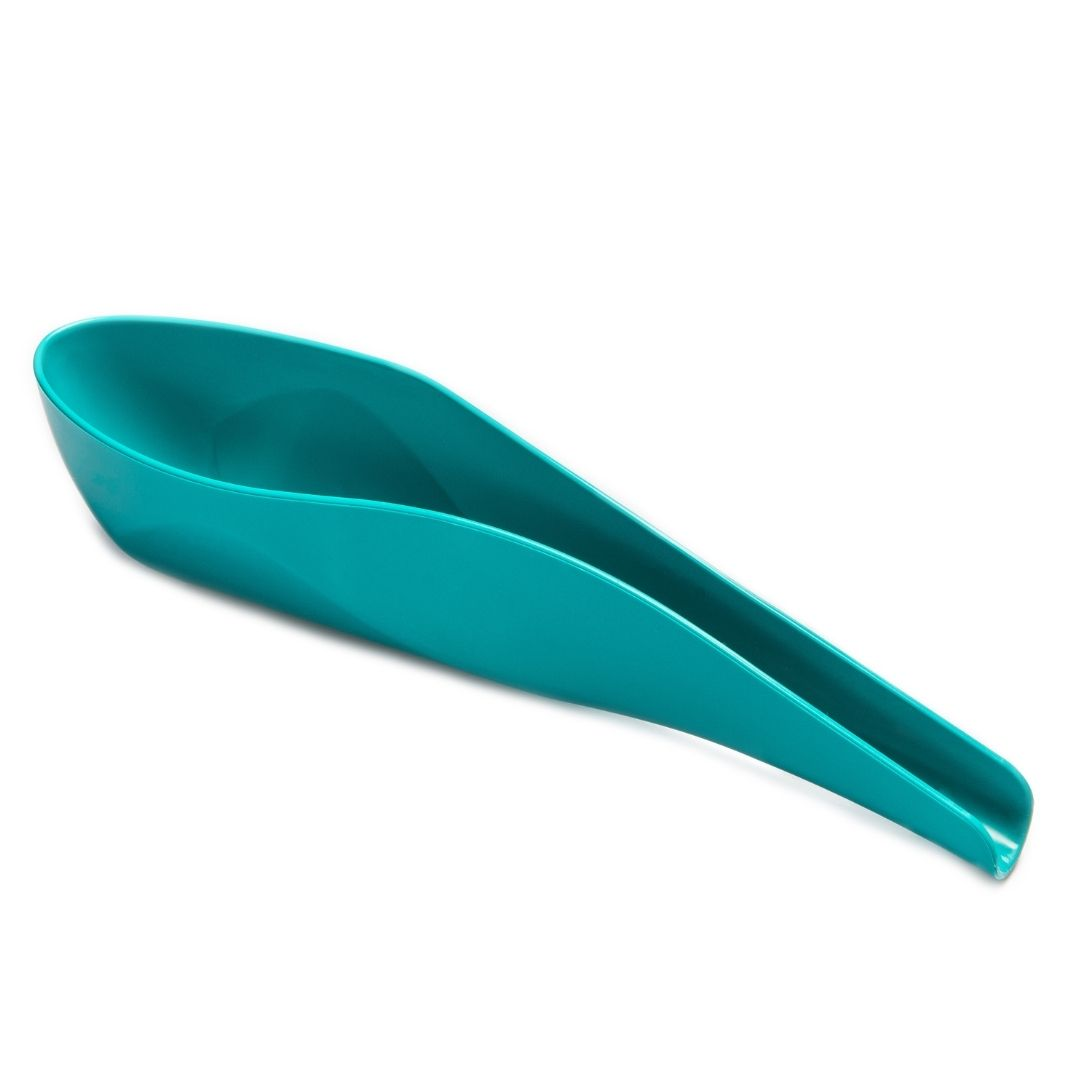
pStyle
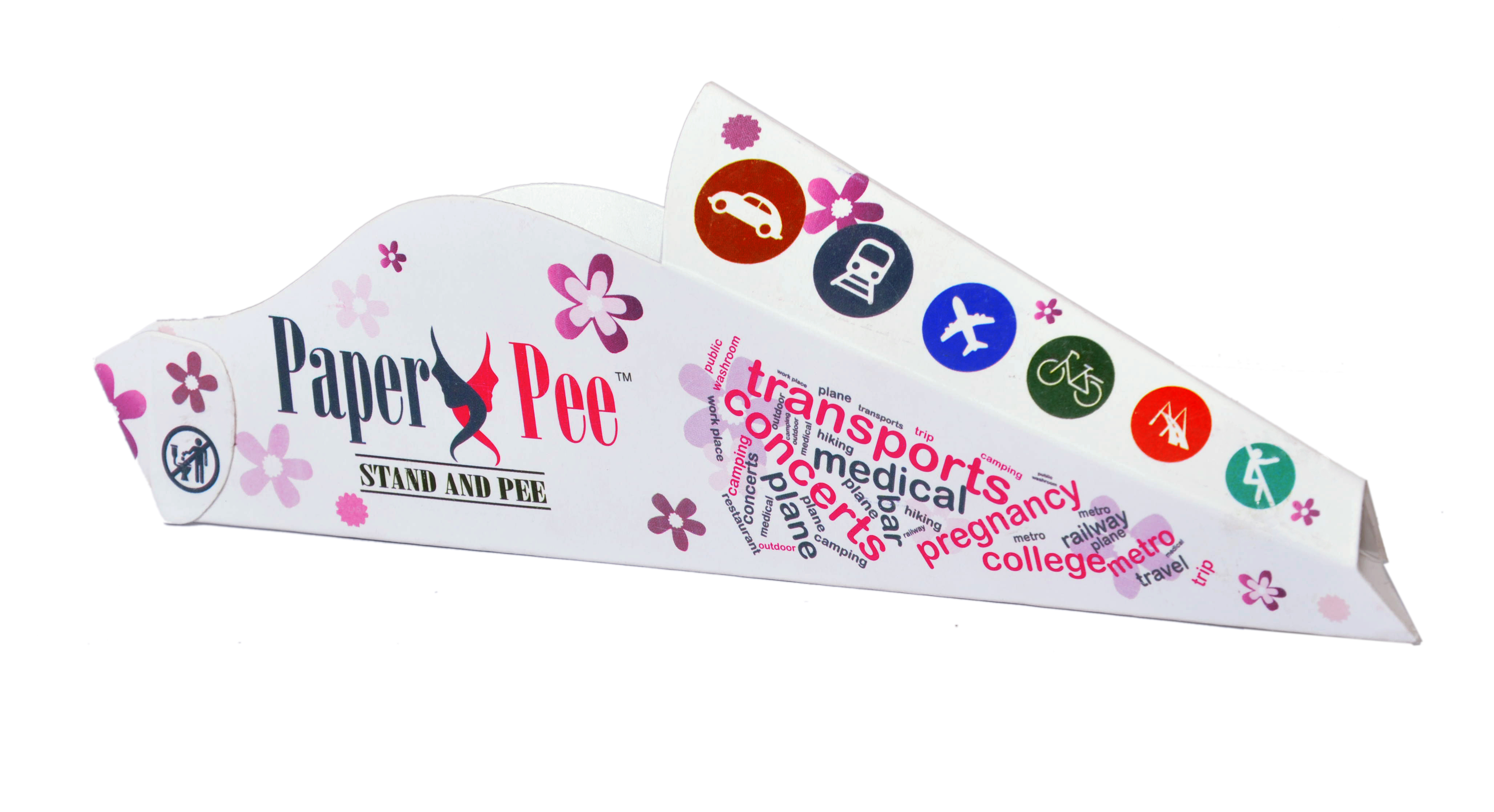
Paper pee
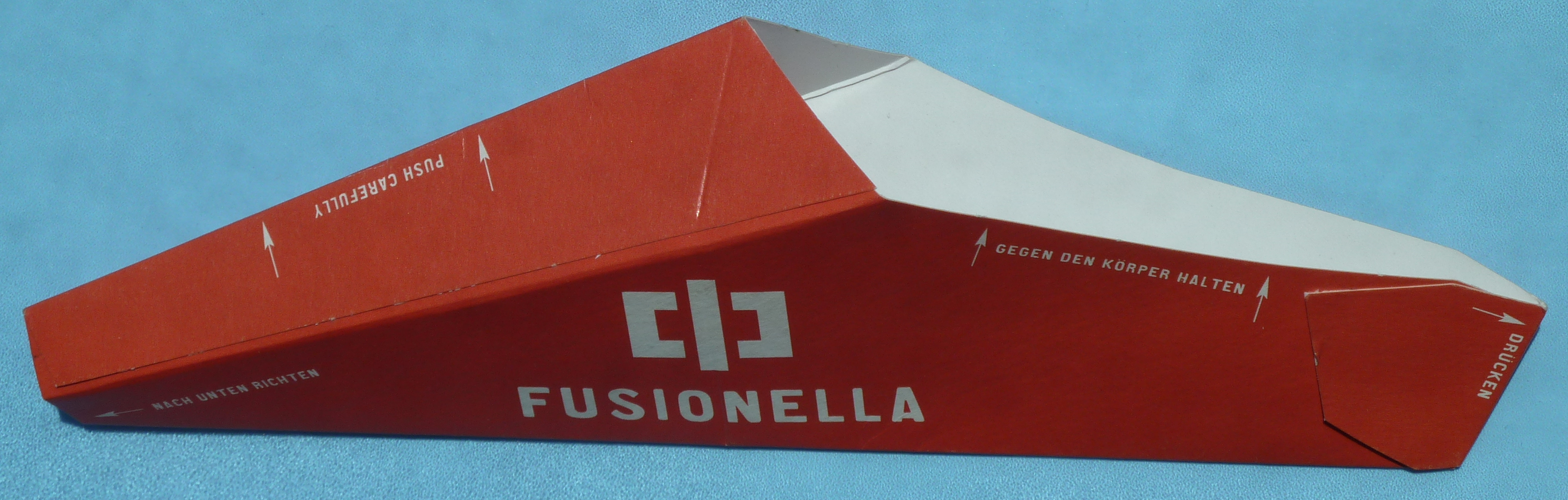
Fusionella

### Ús en festivals
Al costat del desenvolupament dels urinaris portàtils, que s'utilitzen sovint, per exemple, en festivals, on la higiene sol deixar molt a desitjar, han sorgit urinaris especialment dissenyats per a dones. Introduïts per primera vegada a Pinkpop als Països Baixos en 2000, s'utilitzen a tot Europa. Al Festival Fusió, els orinadors portàtils van rebre el nom de “fusionella”.

### Marques
| Nom de la marca | País d'origen   | Material             |
| --------------- | --------------- | -------------------- |
| isyloo          | Espanya         | cartró (plastificat) |
| GoGirl          | Estats Units    | silicona (flexible)  |
| Lady J          | Estats Units    | plàstic (dur)        |
| Lady P          | República Txeca | plàstic (dur)        |
| Lilium Femme    | Argentina       | cartró (plastificat) |
| Pibella         | Suïssa          | plàstic (dur)        |
| Pipi Pappe      | Alemanya        | cartró (no laminat)  |
| Pissedebout     | França          | cartró (segellat)    |
| P-Mate          | Països Baixos   | cartró (plastificat) |
| pStyle          | Estats Units    | plàstic (dur)        |
| Shewee          | Gran Bretanya   | plàstic (dur)        |
| Urinelle        | França          | Paper (laminat)      |
| WhizBiz         | Austràlia       | silicona (flexible)  |
| Whiz Freedom    | Gran Bretanya   | plàstic (dur)        |